# Ange Loïc N’Gatta
Ange Loïc N’Gatta (* 11. Dezember 2003 in Orléans) ist ein französisch-ivorischer Fußballspieler, der aktuell bei der AJ Auxerre in der Ligue 1 spielt.

## Karriere
N’Gatta spielte bis Sommer 2022 in der Jugend der US Orléans. In der Saison 2019/20 lief er bereits für die U19-Mannschaft in der Coupe Gambardella. In der Spielzeit darauf spielte er in der Liga für die A-Junioren. Zudem spielte er 2021/22, neben 20 Partien in der Championnat National U19, schon zehnmal für die zweite Mannschaft in der National 3.
Im Sommer 2022 wechselte er zur AJ Auxerre. Auch hier spielte er in der Saison 2022/23 zunächst nur für die Zweitmannschaft, wo er 22 Mal eingesetzt wurde. Im August 2023 unterzeichnete er seinen ersten Profivertrag bei der AJA bis Juni 2026. Am 12. August 2023 (2. Spieltag) wurde er in der Ligue 2 gegen den Amiens SC eingewechselt und debütierte somit im Profibereich. Aufgrund einer Knieverletzung, die sich nahezu die ganze Spielzeit streckte, konnte N’Gatta lediglich vier Spiele bestreiten. Mit der Profimannschaft gelang ihm die Meisterschaft der Ligue 2, wodurch die Mannschaft in die Ligue 1 aufstieg.

## Erfolge
AJ Auxerre
- Meister der Ligue 2: 2024  ▲